# Express FC
Express FC – ugandyjski klub piłkarski z siedzibą w Kampali, występujący w Ugandan Super League (najwyższej klasie rozgrywkowej swego kraju).

## Sukcesy
- 5-krotny mistrz Ugandy: 1974, 1975, 1993, 1995, 1996
- 10-krotny zdobywca Pucharu Ugandy: 1985, 1991, 1992, 1994, 1995, 1997, 2001, 2003, 2006, 2007